# Prawie martwy
Prawie martwy – ósmy album studyjny polskiej grupy rockowej Frontside, który ukazał się 18 marca 2015 roku nakładem wytwórni Mystic Production. Na płycie znalazło się 10 premierowych utworów. Za realizację odpowiedzialny jest Tomasz „Zed” Zalewski, zaś oprawą graficzną wykonał Łukasz „Pachu” Pach. Gościnnie na albumie wystąpili były wokalista grupy Sebastian „Astek” Flasza oraz lider zespołu Decapitated - Wacław „Vogg” Kiełtyka, który zagrał na akordeonie.

## Lista utworów
| Nr  | Tytuł utworu           | Długość |
| --- | ---------------------- | ------- |
| 1.  | „Tak to się robi tu”   |         |
| 2.  | „Barykady stoją wciąż” |         |
| 3.  | „Lubię pić”            |         |
| 4.  | „Na sprzedaż”          |         |
| 5.  | „Ona jest zła”         |         |
| 6.  | „Serca głos”           |         |
| 7.  | „S.O.S.”               |         |
| 8.  | „Prawie martwy”        |         |
| 9.  | „Nie ma już nic”       |         |
| 10. | „Moje ego”             |         |

## Twórcy
| Zespół Frontside w składzie - Marcin „Auman” Rdest – śpiew - Mariusz „Demon” Dzwonek – gitara - Dariusz „Daron” Kupis – gitara - Wojciech Nowak – gitara basowa - Tomasz „Toma” Ochab – perkusja | Inni - Sebastian „Astek” Flasza – gościnnie śpiew - Wacław „Vogg” Kiełtyka – gościnnie akordeon - Tomasz „Zed” Zalewski – realizacja nagrań - Łukasz „Pachu” Pach – skład graficzny płyty |